# Richard Vernon (Schauspieler)
Richard Vernon (* 7. März 1925 in Reading, Berkshire; † 4. Dezember 1997 in London) war ein britischer Schauspieler.

## Leben
Nach dem Schulabschluss besuchte Vernon die Central School of Speech and Drama in Reading und kämpfte anschließend während des Zweiten Weltkrieges als Freiwilliger in der Royal Navy. Nach seiner Rückkehr spielte er an verschiedenen Bühnen Englands. 1949 gab er neben James Robertson Justice und Gordon Jackson in Stop Press Girl sein Spielfilmdebüt.
In den 47 Jahren seiner Film- und Fernsehkarriere spielte der distinguierte Mann mit dem schmalen Oberlippenbart oft britische Gentlemen, Offiziere und Wissenschaftler. Dabei wirkte er in Filmen der unterschiedlichsten Genres mit – so in Komödien wie Indiskret (mit Cary Grant und Ingrid Bergman) und Inspektor Clouseau, der „beste“ Mann bei Interpol (mit Peter Sellers), in Epen wie Richard Attenboroughs Gandhi, Krimis wie Agatha Christies Das Böse unter der Sonne (mit Peter Ustinov als Hercule Poirot) wie auch in der Neuverfilmung von Zeugin der Anklage (mit Diana Rigg und Ralph Richardson in den Titelrollen). Auch in Horrorfilmen wie Dracula braucht frisches Blut (mit Christopher Lee) und Das Grab der Ligeia nach Edgar Allan Poe (mit Vincent Price), Musikfilmen wie A Hard Day’s Night mit den Beatles und in dem James-Bond-Film Goldfinger war er zu sehen.
Daneben hatte Vernon zahlreiche Gastauftritte in Fernsehserien wie Yes Minister und Mit Schirm, Charme und Melone. Großen Erfolg hatte er in seiner Heimat 1965 mit der Fernsehserie The Man in Room 17, in der er zwei Jahre lang als Kriminologe zunächst neben Michael Aldridge und später neben Denholm Elliott mit Logik Verbrechen aufklärte, ohne dabei je das Haus verlassen zu müssen.
Einem breiten Publikum wurde Vernon als vertrottelter intergalaktischer Planetendesigner Slartibartfast bekannt. 1978 sprach er für die von Douglas Adams verfasste BBC-Hörspielserie erstmals den unkonventionellen Erfinder der norwegischen Fjorde. Als die BBC 1981 eine erste Verfilmung als Miniserie veranlasste, übernahm er den Part ein zweites Mal.
Vernon war von 1955 bis 1990 mit seiner Schauspielkollegin Benedicta Leigh verheiratet. Die gemeinsame Tochter Sarah Vernon ergriff den Beruf ebenfalls. In seinen letzten Lebensjahren an Morbus Parkinson erkrankt, starb Richard Vernon am 4. Dezember 1997 im Alter von 72 Jahren in London.

## Filmografie (Auswahl)
- 1949: Stop Press Girl
- 1958: Indiskret (Indiscreet)
- 1959: Das Mädchen Saphir (Sapphire)
- 1959: Zur Hölle mit Sydney (The Siege of Pinchgut)
- 1960: Das Dorf der Verdammten (Village of the Damned)
- 1960: Clue of the Twisted Candle
- 1961: Cash on Demand
- 1962: Die Rache des Mörders: Sterben müssen sie alle (The Share Out)
- 1962: Kommissar Maigret (Maigret, Fernsehserie, Folge 3x01)
- 1962: Mit Schirm, Charme und Melone (The Avengers, Fernsehserie, Folge 2x07)
- 1962: Auf zur Navy (We Joined the Navy)
- 1963: Der Diener (The Servant)
- 1963: Simon Templar (The Saint, Fernsehserie, Folge 2x05)
- 1963: Accidental Death
- 1964: Manche mögen’s geheim (Hot Enough for June)
- 1964: Yeah! Yeah! Yeah! (A Hard Day’s Night)
- 1964: James Bond 007 – Goldfinger (Goldfinger)
- 1964: Ein toller Bobby, dieser Flic (Allez France!)
- 1964: Das Grab der Lygeia (The Tomb of Ligeia)
- 1964: Der gelbe Rolls-Royce (The Yellow Rolls-Royce)
- 1965: Heiße Ware – kalte Füße (The Intelligence Men)
- 1965: In den Fängen der schwarzen Spinne (The Secret of My Success)
- 1965: Die große Flasche (The Early Bird)
- 1965–1966: The Man in Room 17 (Fernsehserie, 26 Folgen)
- 1967: The Fellows (Fernsehserie, 13 Folgen)
- 1969: Department S (Fernsehserie, Folge 1x04)
- 1969: Goodbye, Mr. Chips
- 1970: Song of Norway
- 1971: UFO (Fernsehserie, Folge 1x23)
- 1971: Paul Temple (Fernsehserie, Folge 3x08)
- 1971: Persuasion (Miniserie, 5 Folgen)
- 1971: Die 2 (The Persuaders!, Fernsehserie, Folge 1x08)
- 1971: Das Geheimnis meines Parfüms (She’ll Follow You Anywhere)
- 1972: The Sextet (Fernsehserie, 8 Folgen)
- 1972: Gene Bradley in geheimer Mission (The Adventurer, Fernsehserie, Folge 1x11)
- 1973: Die Spezialisten (Special Branch, Fernsehserie, Folge 3x04)
- 1973: Dracula braucht frisches Blut (The Satanic Rites of Dracula)
- 1973: Das Haus am Eaton Place (Upstairs, Downstairs, Fernsehserie, 2 Folgen)
- 1974: Thriller (Fernsehserie, Folge 3x04)
- 1975: Edward VII. (Edward the Seventh, Miniserie, 3 Folgen)
- 1976: Die unglaublichen Abenteuer eines Taxifahrers (Adventures of a Taxi Driver)
- 1976: Inspektor Clouseau, der „beste“ Mann bei Interpol (The Pink Panther Strikes Again)
- 1976–1977: Das Hotel in der Duke Street (The Duchess of Duke Street, Fernsehserie, 18 Folgen)
- 1978: Das Super T-Shirt (Sammy’s Super T-Shirt)
- 1978–1980: The Sandbaggers (Fernsehserie, 12 Folgen)
- 1979: Der menschliche Faktor (The Human Factor)
- 1980: Ein Himmelhund von einem Schnüffler (Oh! Heavenly Dog)
- 1980/1981: Yes Minister (Fernsehserie, 2 Folgen)
- 1981: Per Anhalter durch die Galaxis (The Hitchhiker’s Guide to the Galaxy, Fernsehserie, 2 Folgen)
- 1981: Bognor (Fernsehserie, 7 Folgen)
- 1982: Das Böse unter der Sonne (Evil Under the Sun)
- 1982: Gandhi
- 1982: Zeugin der Anlage (Witness for the Prosecution, Fernsehfilm)
- 1984: Nachtzug ins Grauen (Night Train to Murder, Fernsehfilm)
- 1985: Roll Over Beethoven (Fernsehserie, 13 Folgen)
- 1986: Lady Jane – Königin für neun Tage (Lady Jane)
- 1986: Kate Bush: Experiment IV (Musikvideo)
- 1986: Paradise Postponed (Miniserie, 9 Folgen)
- 1986–1988: Besuch aus Liliput (The Return of the Antelope, Fernsehserie, 13 Folgen)
- 1987: Last of the Summer Wine (Fernsehserie, Folge 9x08)
- 1987: A Month in the Country
- 1988: The Storyteller (Fernsehserie, Folge 1x03)
- 1988: Helping Henry (Fernsehserie, 13 Folgen)
- 1988: Casualty (Fernsehserie, Folge 3x10)
- 1992: KYTV (Fernsehserie, Folge 2x01)
- 1992: Rumpole von Old Bailey (Rumpole of the Bailey, Fernsehserie, Folge 7x06)
- 1992: Mit Schwert und Leidenschaft (De terre et de sang, Fernsehfilm)
- 1994: Lovejoy (Fernsehserie, Folge 6x03)
- 1994–1995: Class Act (Fernsehserie, 14 Folgen)
- 1996: Nessie – Das Geheimnis von Loch Ness (Loch Ness)